# Ziggy Zanger
Ziggy Zanger (eigentlich Sigrid Zanger, auch Zigi Zanger; * 11. Oktober 1958 in Nürnberg, Bayern) ist eine ehemalige deutsche Schauspielerin.

## Leben
Zanger ging in jungen Jahren nach Italien, wo sie durch den Agenten Alberto Tarallo 1975 zum Film kam, bei dem ihre blonde nordische, offenherzige Erscheinungsweise dem Typus der damals gesuchten Darstellerinnen entsprach. Miklós Jancsó besetzte sie in einer sehr kleinen Rolle als Schwester von Hauptdarstellerin Teresa Ann Savoy in Die große Orgie. Im darauffolgenden Jahr 1976 war Zanger in drei erotischen Filmen zu sehen, wo sie unter Joe D’Amato, Brunello Rondi und Bruno Mattei und zweimal neben Laura Gemser spielte. Eine Hotelzimmer-Szene in Rondis Velluto nero blieb dabei vielen Fans dieser Genrefilme in Erinnerung. Enttäuscht von immergleichen substanzlosen Rollenangeboten und nach einer Affäre mit Produzent Diego Spataro beendete sie ihre kurze Karriere und ging in ihr Geburtsland Deutschland zurück.

## Filmografie
- 1975: Die große Orgie (Vizi privati, pubbliche virtù)
- 1976: Nackte Eva (Eva nera)
- 1976: Cuginetta … amore mio!
- 1976: Velluto nero